# Mike Hughes (cascadeur)
Pour les articles homonymes, voir Mike Hughes.
Mike Hughes, né le 9 février 1956 et mort à Barstow en Californie le 22 février 2020, est un chauffeur de limousine américain et un cascadeur, considéré par la presse comme un astronaute amateur,,, connu pour ses fusées artisanales (dont la dernière a causé sa mort) et pour avoir tenté de prouver l'idée de la Terre plate.

## Biographie
Hughes vivait à Apple Valley, en Californie. En 2002, il a établi un record du monde Guinness avec un saut de 31 m dans une limousine Lincoln Town Car. Hughes a déclaré lors d'une interview avec l'Associated Press en 2018 qu'il briguerait le poste de gouverneur de Californie. 
Il était père de deux enfants.

## Lancement de fusées
Selon l'Associated Press, Hughes construit sa première fusée habitée en 2014. Le 30 janvier, il s'éleva à 419 m en un peu plus d'une minute au-dessus de Winkelman, en Arizona. Selon CBC News, Hughes s'est effondré après l'atterrissage et il lui a fallu trois jours pour récupérer. Hughes a déclaré que les blessures subies pendant le vol l'ont immobilisé pendant deux semaines.
En 2016, Hughes lance une collecte de fonds pour une fusée et récolte 310 dollars. Il annonce vouloir prouver que la Terre est plate, obtient le soutien de la Flat Earth Society et de la communauté platiste et bénéficie d'un mécénat de 7 875 dollars. Il veut réaliser une photo de la Terre entière sous la forme d'un disque plat. 
Le lancement de la fusée est initialement prévu le 25 novembre 2017 mais Hughes le reporte au 2 décembre pour obtenir des autorisations : il a déplacé une rampe de lancement sur 6 km pour pouvoir décoller et atterrir sur une propriété privée.
Le 22 février 2020, Hughes meurt, à 64 ans, près de Barstow, en Californie, après le crash de la fusée qu'il pilotait, les parachutes s'étant accidentellement décrochés au décollage.
Des sources proches, de même que la presse scientifique, rapportent qu'il avait utilisé le concept de la  Terre plate comme moyen de promouvoir son financement, sans en être véritablement partisan,. C'est par amour des fusées qu'il a fabriqué les siennes, et non pour prouver ces idées.